# یرسینیا اینترمدیا
یرسینیا اینترمدیا گونه‌ای از باکتری گرم-منفی است، که از رامنوز، ملیبیوس و پرالترین استفاده می‌کند. نوع آن از سویه ۳۹۵۳ است. این باکتری در ماهی یافت می‌شود و چند نوع ژنوتیپ دارد.